# Grand Designs
Grand Designs är en låt av det kanadensiska bandet Rush. Den släpptes som den andra låten på albumet Power Windows den 14 oktober 1985.
Rush spelade "Grand Designs" live 70 gånger under Power Windows turnén. Efter att ej blivit spelad sedan turnén år 1986 spelade bandet låten igen 2012 och 2013. Den sista gången låten blev spelad live var den 4 augusti 2013.